# スーパーラグビー・トランスタスマン
スーパーラグビー・トランスタスマン（英語: Super Rugby Trans-Tasman）は、スーパーラグビーの特別大会（オーストラリア・ニュージーランド交流戦）。コロナ禍でスーパーラグビーが中断していた2021年の1シーズンのみ開催された。

## 概要
2021年、コロナ禍の影響でスーパーラグビーがオーストラリアとニュージーランドの実質的な国内リーグに規模を縮小したのをきっかけに誕生した、両国間の交流対抗戦（クロスオーバーマッチ）である。スーパーラグビーAU（オーストラリア）と、スーパーラグビー・アオテアロア（ニュージーランド）から各5チームが参加し、相手グループの5チームと1回総当たりを行い、成績上位2チームによる決勝戦が行われた。スーパーラグビー・トランスタスマンという形で開催されたのはこの1シーズンのみ。
2022年からは、スーパーラグビーが「スーパーラグビー・パシフィック」と改題され、オーストラリアカンファレンスとニュージーランドカンファレンス、各6チームの12チームから成るリーグとなった。リーグ戦は、12チームによる変則総当たり（1回総当たり+自カンファレンスの特定3チームとの総当たりの計14試合）を行い、上位8チームがプレーオフに進出する。

## 成績
プレーオフ決勝結果
- 2021シーズン: ブルーズ 23-15 ハイランダーズ